# هل تؤمن بالسحر؟ (كتاب)
لا ينبغي الخلط بين كتاب الأطفال لعام 1990 الذي أعده سافيور بيروتا.
هل تؤمن بالسحر؟ معنى وهراء الطب البديل - يسمى قتلنا بهدوء: معنى وهراء الطب البديل في المملكة المتحدة هو كتاب صدر عام 2013 عن الطب البديل من قبل بول آي أوفيت، خبير أمريكي في الأمراض المعدية واللقاحات. نشرت في الولايات المتحدة من قبل هاربر كولينز (255 صفحة) وفي المملكة المتحدة من قبل العقار الرابع (20 يونيو 2013، 336 صفحة).

## المحتوى
ينتقد الكتاب العلاجات الطبية البديلة باعتبارها غير فعالة، وخاصة الفيتامينات والمكملات الغذائية. ومن بين المكملات التي يعتبر أوفيت حاسما في الكتاب استخدام فيتامين ج لعلاج نزلة البرد، مما يدفعه أيضا إلى انتقاد لينوس باولنغ لترويجه لفيتامين ج لهذا الغرض. في الكتاب، يعزو أوفيت أيضا الكثير من فعالية الطب البديل إلى تأثير الوهم، وهو موضوع أحد فصول الكتاب. ويلاحظ أيضاً أن العلاجات الطبية البديلة يمكن أن تكون لها آثار جانبية خطيرة، مثل الشلل الناجم عن العلاج بتقويم العمود الفقري والالتهابات الفيروسية الناجمة عن الوخز بالإبر. ومن بين الأطباء الذين ينتقدهم أوفيت في الكتاب جوزيف ميركولا وراشيد بوتار، وكذلك أندرو ويل وديباك شوبرا. وقال أوفيت إنه كتب الكتاب نتيجة تجربة أجرى فيها عملية جراحية في ركبته اليسرى، وأوصى طبيبه بأن يأخذ أوفيت جلوكوزامين وسلفات الكوندرويتين. وبعد ذلك بحث أوفيت عن دراسات علمية عن فعالية هذه المكملات ووجد بعضها يشير إلى أنها ليست أكثر فعالية من العلاج الوهمي.

## استقبال
هل تؤمن بالسحر؟ تمت مراجعته في بوسطن غلوب بواسطة سوزان كوفن   وجيل روس في بابليشرز ويكلي.استنتج روس أن الكتاب كان «دليلًا غير عاطفي بشجاعة ويتم بحثه بإخلاص للمستهلكين للتمييز بين الدجالين والعلاج.»  ظهر استعراض آخر في صحيفة ذا نيو ريببلك، حيث كتب جيروم جروبمان أن أوفيت «يكتب بأسلوب واضح ومتدفق، وأسس ثروة من المعلومات ضمن روايات قوية وحية.»  وانتقدت فيكتوريا مايز، مديرة مركز أريزونا للطب التكاملي، ادعاء الكتاب بأن العرن المثقوب ليس علاجاً فعالاً للاكتئاب، واستشهد باستعراض أجري في عام 2008 وجد أنه أكثر فعالية من العلاج الوهمي.
أجاب أوفيت في مقابلة مع الإذاعة الوطنية العامة أن النقطة التي كان يحاول طرحها في الكتاب كانت فقط أن العرن المثقوب لم تكن فعالة للاكتئاب الشديد، وأن هناك «بعض الدراسات ذات القيمة» فيما يتعلق بمعالجة الاكتئاب المعتدل. في عام 2013 تم تقديم أوفيت مع جائزة (روبرت ب) في التفكير النقدي من قبل لجنة التحقق من الشك عن هل تؤمن بالسحر؟
«أوفيت هو منقذ حقيقي يثقف الجمهور حول مخاطر الطب البديل، وقد ينقذ الكثير والكثير.» 